# Kerlingarfjörður
Der Kerlingarfjörður ist ein Fjord in den Westfjorden Islands.
Der Fjord liegt im Norden des Breiðafjörðurs, ist kaum drei Kilometer breit und reicht etwa sieben Kilometer weit in das Land.
Im Fjord zweigt noch der schmale Mjóifjörður ab.
Kerlingar ist das isländische Wort für Weiber oder alte Frauen. 
Am Westufer verläuft der Vestfjarðavegur  um die Landzunge Litlanes.
Gegenüber liegt die Halbinsel Skálmarnes. 